# いつも抱きしめて/無限∞REBIRTH
「いつも抱きしめて/無限∞REBIRTH」（いつもだきしめて/むげん・リバース）は、日本のシンガーソングライター・DAIGOの1作目（通算7作目）のシングル。

## 概要
- 前作「SUPER JOY」から約7年10か月ぶり、DAIGO名義としては初のシングル作品。今作の発売を以て、DAIGO⭐︎STARDUST以来8年ぶりにソロ活動を開始した[1]。
- 両A面シングルとして発売され、後述の初回限定盤Aと初回限定盤Bで表題1曲目が入れ替わる形式となっている。
- 両曲とも発売に先立ち7月26日に渋谷公会堂にて開催された『DAIGO⭐︎STARDUST LIVE "ONE NIGHT SPACEY SHOW"「帰ってゆくDAIGO⭐︎STARDUST」』にて初披露された[2]。
- 表題1曲目はノンタイアップ、表題2曲目はテレビアニメ『カードファイト!! ヴァンガード リンクジョーカー編』のオープニングテーマ及びブシロード『カードファイト!! ヴァンガード DAIGOスペシャルセット』のCMソングに起用された。
- 今作のアートワークはDAIGO⭐︎STARDUST名義の1stシングル「MARIA」と同じレイアウトで、同じカメラマンを招いて撮影された[3]。
- ジャケットの異なる初回限定盤Aと初回限定盤B、通常盤の3形態で発売された。特典として初回限定盤Aには表題1曲目のミュージッククリップとオフショット映像を収録したDVDが、初回限定盤Bには表題2曲目のミュージッククリップとオフショット映像を収録したDVDが、通常盤には初回生産分のみ全3種類からなるビジュアルカードがランダムで1枚同梱された[1]。また、3種連動特典として全形態に応募シリアルナンバーが封入されており[注 1]、応募者から抽選5555名にハグができる「史上最大のスペイシーハグ会!!」への招待券、抽選55名に暑中見舞いの生電話がかかってくる「無限∞に話していたい。DAIGOと残暑お見舞い生電話!!」、応募者全員にDAIGOの待ち受け画像「抱きしめて待受画像!!」がプレゼントされる企画が催された[4][2]。
- オリコン週間チャート初登場8位を獲得。ソロとして初のトップ10入りを果たした[注 2]。

## 収録曲
| 全作詞・作曲: DAIGO。 |                               |       |            |                 |                      |
| #                     | タイトル                      | 作詞  | 作曲・編曲 | 編曲            | ストリングスアレンジ |
| 1.                    | 「いつも抱きしめて」          | DAIGO | DAIGO      | Masahiko Iida   | Daisuke Ikeda        |
| 2.                    | 「無限∞REBIRTH」              | DAIGO | DAIGO      | Masanori Takumi |                      |
| 通常盤.               | 「デイジー ～2013 version～」 | DAIGO | DAIGO      | Jun Abe         |                      |

### 解説
1. いつも抱きしめて
ソロ活動をするに当たり、差別化や新鮮さを考え、BREAKERZではやらないことをやろうと、数曲を制作。その過程で「何をソロの第1歩として伝えるのが一番良いか」と考えた際に、原点回帰し自身の中で純粋に良いと思える楽曲、メロディ、歌という答えに辿り着き、その中で完成した楽曲[5]。
疾走感のある楽曲にする予定でアコースティック・ギター弾き語りで原曲を完成させ、編曲家の飯田匡彦が渡した。だが、飯田がミディアムテンポのバラードとして仕上げ、その形を気に入り現在の方向性に定まったという。アレンジをする上で当初の念頭にあったBREAKERZでやらない楽曲という構想から、飯田と話し合いドラムスのリズムは打ち込みで、生のピアノとストリングスを軸に、テンポやキーも何回も変えてかなり熟考して制作。結果として自身初のエレキギターが一切入ってないシングル楽曲になったという[5]。
歌詞は楽曲の特性上、伝わりやすい内容が良いと判断され、色々な人との出会いに感謝する気持ちを書いたという[5]。
2. 無限∞REBIRTH
テレビアニメ『カードファイト!! ヴァンガード リンクジョーカー編』のオープニングテーマの話を受け、どういう曲が合うか考えながら制作された疾走感ある8ビートのロックナンバー[5]。
歌詞には1度や2度の挫折を味わっても諦めなければ気持ち次第で何度でもやり直せる、というメッセージが込められており、自身がDAIGO☆STARDUSTからBREAKERZを経てまたソロを始めるという幾度と無く生まれ変わりを経験していることに由来している[5]。
3. デイジー ～2013 version～
通常盤のみに収録されている楽曲で、両A面からなる、DAIGO☆STARDUST名義4thシングルの表題1曲目の再録バージョン[1]。
ピアノとパーカッションとチェロで構成されており、原曲よりテンポの遅いアレンジとなっている[6]。

## 参加ミュージシャン
- DAIGO：Vocal

Support Musician
- 渡辺豊：Drums (#2)
- 高間有一：Bass (#1)
- 川渕文雄：Bass (#2)
- 飯田匡彦：Guitar & Programming (#1)
- 宅見将典：Guitar & Programming (#2)
- 廣瀬まい：Piano (#1)
- 杉山麻衣子 with Lime Ladies Orchestra：Strings (#1)

## タイアップ
- テレビ東京制作・テレビ東京系列日曜朝枠アニメ『カードファイト!! ヴァンガード リンクジョーカー編』第2期オープニングテーマ (#2)
- ブシロード『カードファイト!! ヴァンガード DAIGOスペシャルセット』CMソング (#2)

## 収録アルバム
- DAIGOLD (#1,2)
- TVアニメ「カードファイト!! ヴァンガード」ベストアルバム2 〜リンクジョーカー&レギオンメイト編〜 (#2)